# Aime Hansen

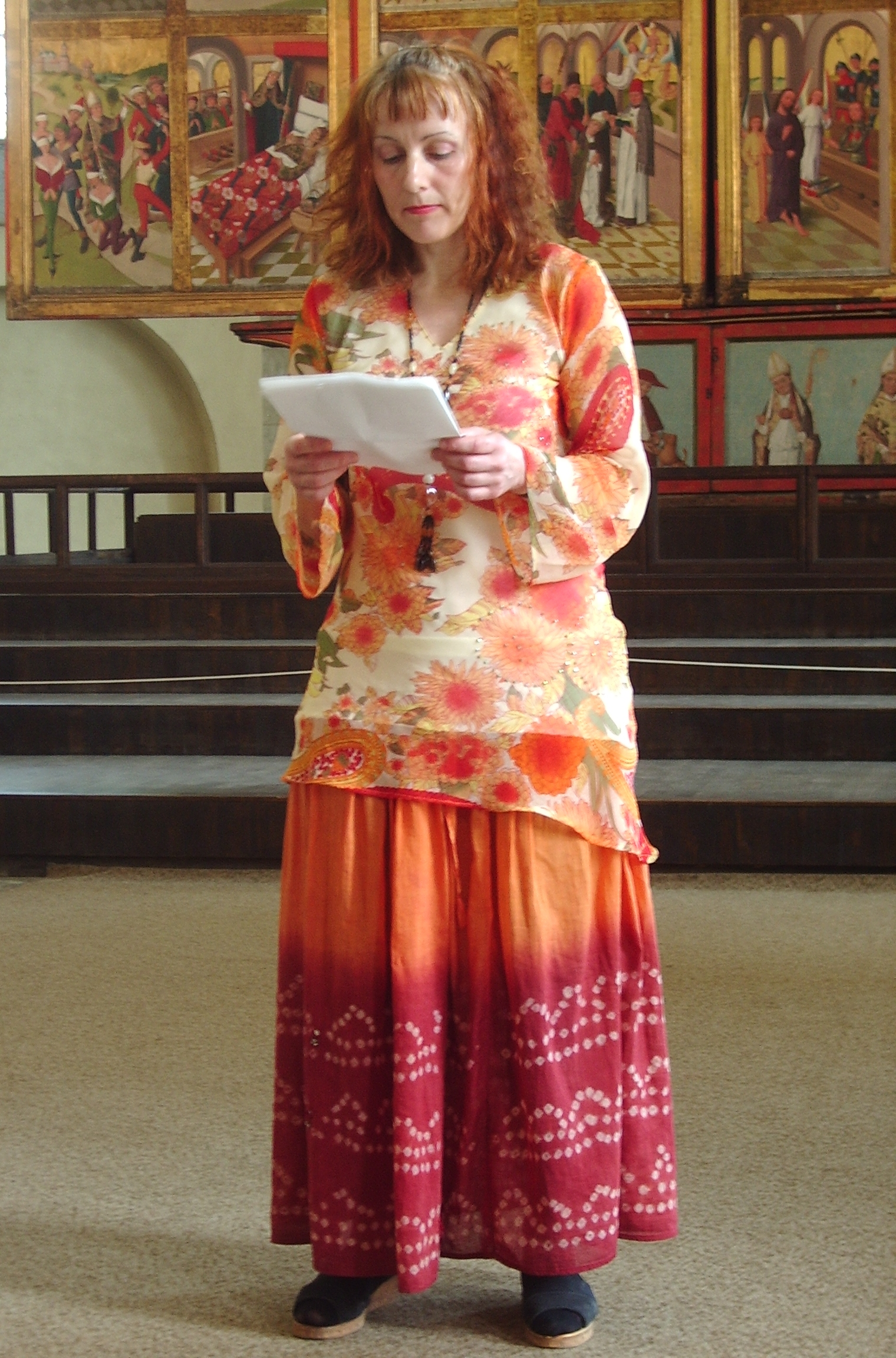
Aime Hansen 2009

Aime Hansen (* 16. August 1962 in Tallinn) ist eine estnische Dichterin und Künstlerin.

## Leben
Hansen machte 1980 in Tallinn Abitur und studierte anschließend im Fernstudium an der Universität Tartu estnische Philologie. 1987 schloss sie das Studium ab und arbeitete danach als Bibliothekarin und Übersetzerin. Von 1994 bis 1995 war sie kurzzeitig Kulturredakteurin bei der Zeitung Rahva Hääl. Danach lebte Hansen als freiberufliche Künstlerin und Schriftstellerin im In- und Ausland, was auch in einigen Reisebüchern resultierte.
Hansen ist Mitglied des Estnischen Schriftstellerverbands.

## Werk
Hansen debütierte Anfang der 1980er-Jahre in Looming und legte 1982 ihren ersten Gedichtband vor, dem bald weitere folgten. Während die Rezensionen zu den ersten Gedichtbänden kritischer Natur waren, wurde der späteren Dichtung bescheinigt, dass sie „klarer und vollendeter“ sei. Gleichzeitig wird auf die Religiosität der Autorin hingewiesen, die auch schon in früheren Bänden anklang und bemerkt worden ist, wo Hansen als eine Fortsetzerin der „religiösenTradition in der estnischen Dichtung“ bezeichnet und in eine Reihe mit Ernst Enno und Uku Masing gestellt wurde.

## Bibliografie
- Koduaja tuul ('Der Wind der heimischen Zeit'). Tallinn: Eesti Raamat 1982. 45 S.
- Kalade kuninga maa ('Das Land des Königs der Fische'). Tallinn: Eesti Raamat 1988. 84 S.
  - Finnische Übersetzung: Kalojen kuninkaan maa. Suomentanut Anniina Ljokkoi, toimittanut ja jälkisanat Raija Hämälainen. Tallinn: NyNorden 2012. 77 S.
- Teekond madude saarele ('Reise auf die Insel der Schlangen'). Tartu. Eesti Kostabi $elts 1990. 81 S.
- Jaipur – Delhi – Himaalaja: reisikohvrist leitud lood ('Im Reisekoffer gefundene Geschichten'). Tallinn: Varrak 2009. 497 S.
- Ma olin mereingel ('Ich bin ein Engel der See'). Tallinn: Verb 2011. 68 S.
- Eestlasena Londonis: kübar jalas, saabas peas ('Als Estin in London. Den Hut an den Füßen, Stiefel auf dem Kopf'). Tallinn: Ajakirjade Kirjastus 2011. 264 S.
- Uus-Meremaa sõnas ja pildis. ('Neuseeland in Wort und Bild'). Tallinn: Go Group 2011. 304 S.